# Museu Municipal de Llívia

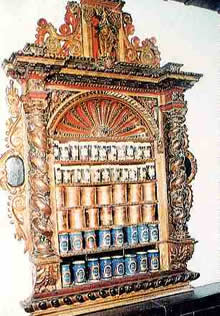
Cordialer barroc

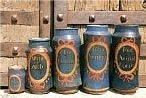
Pots de ceràmica vidriada blava

El Museu Municipal de Llívia es troba al municipi de Llívia (la Baixa Cerdanya), la peça clau del qual és la Farmàcia Esteve.

## L'edifici
Està ubicat en un edifici de nova planta construït a principis dels anys cinquanta, en el solar conegut amb el nom del Forn, per tal d'ubicar-hi l'Ajuntament. Es tracta d'una construcció d'un sol nivell concebuda com una perllongació de l'edifici consistorial.

## Història
L'origen del Museu de Llívia es troba en l'adquisició (l'any 1965) als hereus del farmacèutic de Llívia del material procedent de la farmàcia Esteva, formada amb pots i estris del segle XVII al xix. La Diputació de Girona en feu l'adquisició amb la condició que aquest patrimoni restés sempre a Llívia. A partir d'aquell moment, i per delegació de la Diputació, l'Ajuntament se'n feu càrrec, el qual el diposità en una dependència de l'edifici municipal on es mostrava als visitants que ho sol·licitaven. El 1973 la farmàcia es traslladà a la planta baixa de la torre medieval de Bernat de So. Allà restà fins que l'any 1981, paral·lelament a la seua integració a la Xarxa de Museus Comarcals de Catalunya (actualment derogada), s'exposà al recentment inaugurat Museu Municipal, a l'edifici annex a l'Ajuntament, juntament amb unes col·leccions d'història i art aplegades per iniciativa municipal amb l'objectiu de salvaguardar el patrimoni de la població.

## La visita
La visita del Museu de Llívia s'inicia a la secció on hi ha exposades les Col·leccions Històriques i Artístiques, mitjançant les quals es pot fer un seguiment de la història de la vila des del Neolític. Entre les peces més rellevants es poden veure destrals de pedra polida del Neolític, ceràmica de l'edat del bronze, monedes, fragments de ceràmica sigil·lada (segle I dC) i gerres romanes (del segle i aC al iii). Així mateix, s'hi exposen ceràmiques de fabricació local (segles x-xi), capitells provinents de l'antiga església romànica (segle XII), un fragment de túnica d'escates de ferro trobada a l'antic castell, un relleu gòtic que representa Sant Pere i la Mare de Déu, la talla d'un Crist (segles xiii-xiv), esteles funeràries (segle xv), una caixa forta (segle XVI) i l'antic rellotge del campanar (segle xviii). De tot el conjunt es destaca especialment l'armari anomenat cordialer de la farmàcia Puig de Puigcerdà (segles xvii-xviii).
Seguint l'itinerari, s'entra a la sala on hi ha instal·lada la peça cabdal del Museu: la Farmàcia Esteve de Llívia, considerada l'oficina de farmàcia més antiga de tot Europa oberta al públic. Fundada probablement a principis del segle xv, conserva objectes datats des del segle XVI fins al xx. Així, s'hi poden admirar el taulell (segle xviii), una col·lecció completa de caixes de fusta policromada d'estil renaixentista, pots de ceràmica vidriada blava i llisa, pots de fusta daurada, bocals de vidre i un magnífic cordialer barroc policromat del segle XVII o de principis del xviii tallat per Josep Sunyer. Hi són destacables també la biblioteca de llibres antics, els retrats i els quadres relatius a la família Esteva i el conjunt d'instrumental i estris emprat pels apotecaris per preparar remeis, conservats a la rebotiga.